# Оболенский, Алексей Васильевич
Князь Алексе́й Васи́льевич Оболе́нский (1819—1884) — генерал от артиллерии, глава Московской губернии в 1861-1866 гг. Представитель княжеского рода Оболенских.

## Биография
Представитель княжеского рода Оболенских. Родился 23 мая (4 июня) 1819 года в семье генерал-майора В. П. Оболенского и Е. А. Мусиной-Пушкиной. Получив прекрасное домашнее образование и на физико-математическом отделении Московского университета, князь Алексей Васильевич Оболенский в 1838 году выдержал офицерский экзамен при Михайловском артиллерийском училище. В том же году, 8 апреля, он вступил в военную службу фейерверкером 4-го класса лейб-гвардии 1-й артиллерийской бригады в лёгкую № 1 батарею. Спустя два года был произведён в прапорщики с переводом из 1-й во 2-ю батарейную батарею, а ещё через три года переведён тем же чином в лейб-гвардии конную артиллерию. 10 октября того же года он был произведён в подпоручики, а 6 декабря 1846 года в поручики.
В следующем году князь Алексей Васильевич был назначен адъютантом к начальнику гвардейской артиллерии Сумарокову, но в этой должности пробыл всего несколько месяцев. 10 апреля 1848 года князь Оболенский был произведён в штабс-капитаны и в ноябре того же года был назначен адъютантом к великому князю Михаилу Павловичу, главнокомандующему гвардейскими и гренадерскими корпусами. В следующем году, 19 сентября, он был назначен флигель-адъютантом, а 6 декабря произведён в капитаны.
Венгерскую кампанию князь Алексей Васильевич совершил в свите великого князя Михаила Павловича, с которым и вернулся в Варшаву, а вскоре затем, по смерти великого князя, сопровождал его тело в Санкт-Петербург. Спустя два года, за отличное выполнение Высочайших поручений он был награждён орденом св. Анны 3-й степени; в апреле 1852 года князь Оболенский назначен командующим батареей лейб-гвардии конной артиллерии. В июле того же года он был произведён в полковники. Со времени назначения своего флигель-адъютантом, князь Оболенский многократно выполнял особо возлагавшиеся на него Высочайшие поручения, как то: производил следствие о пожаре 10 июня 1850 года в Самаре и раздавал там погоревшим жителям деньги, пожертвованные для этого Государем; наблюдал за набором рекрутов в Рязанской, Подольской, Волынской, Смоленской, Могилёвской и других губерниях.
С началом Крымской кампании князь Оболенский был командирован в Новочеркасск для наблюдения за формированием пяти донских батарей, а вслед за тем, по распоряжению генерала Хомутова, был отправлен к Севастополю для подкреплений. В этой кампании князь Алексей Васильевич участвовал в сражении 8 сентября 1854 года, затем в сражении на Чёрной речке, где успешные действия находившейся под его командой батареи много способствовали общему успеху, и за это дело князь был награждён орденом св. Владимира 4-й степени с бантом. Затем, в начале следующего года князь Оболенский ездил курьером в Петербург. По смерти Императора Николая I, командирован был в Новочеркасск для приведения к присяге войска Донского, после чего снова вернулся в Севастополь. Здесь он участвовал в сражении 4 августа, а с 10 по 21 августа находился на оборонительной линии (в Севастополе). За отличное мужество и храбрость, выказанные во время обороны Севастополя, князь Алексей Васильевич был награждён золотой саблей с надписью «за храбрость».
Исполняя обязанности флигель-адъютанта, он в 1858 году, кроме того, состоял членом комиссии, учреждённой в Москве, под председательством генерал-лейтенанта Тучкова, по делу о беспорядках и злоупотреблениях по довольствию войск бывшей крымской армии, а в следующем году производил следствие о причинах медленной постройки православных церквей в помещичьих имениях Витебской губернии. 17 апреля 1860 года князь Алексей Васильевич был произведён в генерал-майоры с назначением в свиту Его Императорского Величества и с зачислением по полевой конной артиллерии, а 8 января следующего года назначен исполняющим должность военного и гражданского губернатора Ярославской губернии, откуда вскоре был переведён на должность губернатора Московской губернии. В Ярославле и в Москве он весьма энергично работал над проведением Крестьянской реформы, и кроме того исполнял обязанности вице-председателя комитета Попечительного о тюрьмах. В 1866 году князь Оболенский, по прошению, был уволен от должности Московского губернатора, с оставлением в свите Его Императорского Величества.
16 апреля 1867 года он был произведён в генерал-лейтенанты с зачислением в запасные войска и с оставлением по полевой конной артиллерии. В том же году он был назначен сенатором, причём ему повелено было присутствовать в 1-м отделении 5-го департамента Правительствующего сената. Спустя два года он был награждён орденом св. Владимира 2-й степени, а в мае 1875 года был избран почётным мировым судьёй Ольгопольского судебного округа Подольской губернии. Дальнейшими наградами князя были ордена Белого орла и св. Александра Невского. В 1878 году он был избран почётным мировым судьёй Чериковского мирового округа Могилёвской губернии. 1 января 1881 года Высочайшим указом был назначен к присутствию в Департаменте герольдии Правительствующего сената, а спустя два года (15 мая 1883 года) был произведён в генералы от артиллерии с оставлением во всех занимаемых должностях.
Князь Алексей Васильевич Оболенский отличался редкими душевными качествами: добротой, отзывчивостью и скромностью. В Петербурге он долгое время содержал на свои средства бесплатную столовую для бедных на 200 человек. Кроме того, как попечитель первой женской частной гимназии своей родственницы княгини А. А. Оболенской, он сделал немало доброго и хорошего и для гимназии.
Князь Алексей Васильевич Оболенский скончался скоропостижно в Петербурге от паралича сердца 1 (13) декабря 1884 года.

## Семья
Жена — графиня Зоя Сергеевна Сумарокова (1828—1897), дочь генерала С. П. Сумарокова. С середины 60-х жила в Швейцарии в гражданском браке с польским эмигрантом Мрочковским, под влиянием мужа она стала анархисткой, её дом посещали Бакунин и Реклю. В браке имела пять детей, четверо из которых были отняты у нее швейцарским правительством и возвращены отцу в Петербург. О семейной драме генерала А. В. Оболенского писал А. И. Герцен в «Колоколе».
- Екатерина (1850—1929)[2], старшая из детей (15 лет в момент возвращения в Петербург). Первым браком (с 30.07.1867; Дрезден) замужем за Александром Александровичем Мордвиновым (1842—1868), овдовев, вышла замуж за известного врача С. П. Боткина[3].
- Сергей (25.08.1851; Павловск —28.04.1878), поручик Кавалергардского полка, в 1873—1877 года состоял при русском посольстве в Риме. Был похоронен рядом с сестрой в Риме, позже его прах был перезахоронен в имении Ольхи Юхновского уезда Смоленской губернии.
- Мария (01.07.1854—25.03.1873), возлюбленная художника В. Д. Поленова; ухаживая за больными детьми Мамонтовых, заразилась корью, умерла через несколько дней: корь осложнилась воспалением легких. Похоронена на римском католическом кладбище на холме Тестаччо.
- Алексей (1856, Варшава —1910), женат на Елене Константиновне Дитерихс (1862—1918) (в первом браке она была за И. Г. Щегловитовым)[4].
- Зоя (11.04.1858[5]—1897), крещена 19 апреля 1858 года в Пантелеимоновской церкви при восприемстве деде С. П. Сумарокова и его сестры М. П. Сумароковой; в замужестве за Н. В. Родзянко[2].

Брат Оболенского — Андрей Васильевич Оболенский женат на Александре Алексеевне урожд. Дьяковой, основательнице гимназии. Их сын В. А. Оболенский, видный деятель земского движения, кадетской партии, депутат Первой Государственной Думы, мемуарист.
Сестра Оболенского — Екатерина Васильевна (1820—1871), была замужем за шефом жандармов А. Л. Потаповым.